# ذاالبهول (المخادر)

تعديل مصدري - تعديل

ذاالبهول محلة تابعة لقرية صاران، التابعة لعزلة الصفي بمديرية المخادر إحدى مديريات محافظة إب في الجمهورية اليمنية، بلغ تعداد سكانها 45 حسب تعداد اليمن لعام 2004.